# Stehag
Stehag is een plaats in de gemeente Eslöv in Skåne, de zuidelijkste provincie van Zweden. De plaats heeft 1129 inwoners (2005) en een oppervlakte van 75 hectare. Stehag is de geboorteplaats van Vilhelm Ekelund.